# Laisvūnas Bartkevičius
Laisvūnas Bartkevičius (* 28. Juli 1966 in  Šiauliai) ist ein litauischer Manager und Politiker, Vizeminister.

## Leben
Nach dem Abitur in der Stasys-Šalkauskis-Mittelschule  absolvierte Bartkevičius von 1994 bis 1998 das Diplomstudium der  Physik und Astronomie an der Šiaulių pedagoginis universitetas und von 2004 bis 2006 das MBA-Masterstudium am Vilniaus Gedimino technikos universitetas. Von 1988 bis 1991 war er Lehrer in  Meškuičiai in der Rajongemeinde Šiauliai.  Von  1994 bis 2013 arbeitete er bei der Bank AB „Snoras“,  von 1996 bis 1999 als Finanzmakler und von  2006 bis 2010 Vorstandsmitglied im Fondsverwaltungsgesellschaft UAB „Snoro fondų valdymas“. 2013 arbeitete er als Berater des Generaldirektors im Staatsunternehmen Lietuvos žemės ūkio ir maisto produktų rinkos reguliavimo agentūra. Seit dem 23. Oktober 2013 ist er stellvertretender Sozialminister Litauens als  Stellvertreter von Algimanta Pabedinskienė im Kabinett Butkevičius.
Er ist verheiratet und hat zwei Kinder.